# Kaldanija
Kaldanija (italijansko Caldania) je naselje na Hrvaškem, ki upravno spada pod mesto Buje; le-to pa spada pod Istrsko županijo.

## Opis naselja
Naselje se nahaja na nadmorski višini 123 metrov, znano je po svoji legi nad južno obalo Piranskega zaliva, v bližini pomembnih turističnih destinacij, z lepim razgledom na Piran, Portorož in Sečoveljske soline. Naselje se v zadnjih letih hitro razširja in komunalno opremlja.

## Zgodovina
Kaldanija je bila del Občine Piran do leta 1954, ko je bila po ukinitvi Slodbodnega tržaškega ozemlja z Londonskem memorandumom priključena k Jugoslaviji. Po njenem razpadu je postala del Hrvaške.

## Demografija
| Pregled števila prebivalcev po letih | Pregled števila prebivalcev po letih | Pregled števila prebivalcev po letih | Pregled števila prebivalcev po letih | Pregled števila prebivalcev po letih | Pregled števila prebivalcev po letih | Pregled števila prebivalcev po letih | Pregled števila prebivalcev po letih | Pregled števila prebivalcev po letih | Pregled števila prebivalcev po letih | Pregled števila prebivalcev po letih | Pregled števila prebivalcev po letih | Pregled števila prebivalcev po letih | Pregled števila prebivalcev po letih | Pregled števila prebivalcev po letih |
| ------------------------------------ | ------------------------------------ | ------------------------------------ | ------------------------------------ | ------------------------------------ | ------------------------------------ | ------------------------------------ | ------------------------------------ | ------------------------------------ | ------------------------------------ | ------------------------------------ | ------------------------------------ | ------------------------------------ | ------------------------------------ | ------------------------------------ |
| 1857                                 | 1869                                 | 1880                                 | 1890                                 | 1900                                 | 1910                                 | 1921                                 | 1931                                 | 1948                                 | 1953                                 | 1961                                 | 1971                                 | 1981                                 | 1991                                 | 2001                                 |
| 0                                    | 0                                    | 79                                   | 188                                  | 243                                  | 258                                  | 0                                    | 0                                    | 322                                  | 275                                  | 215                                  | 217                                  | 261                                  | 308                                  | 126                                  |